# Pia Döring
Pia Döring (* 1. September 1960 in Illingen) ist eine deutsche Politikerin (Die Linke, SPD). Sie wurde bei der Landtagswahl im Saarland 2012 als Kandidatin der Partei Die Linke in den Landtag des Saarlandes gewählt, verließ kurz nach der Wahl ihre Partei und Fraktion und wechselte zurück in die SPD. Sie gehörte bis 2022 zehn Jahre lang dem saarländischen Landtag an.

## Politik
Döring trat 1976 in die SPD ein. 2004 trat sie aus, weil sie die Agendapolitik der damaligen Bundesregierung unter Bundeskanzler Gerhard Schröder ablehnte. Im gleichen Jahr wurde sie Mitglied der neugegründeten WASG. Durch deren Zusammenschluss mit der PDS 2007 wurde Döring Mitglied der daraus entstandenen Partei Die Linke.
Für Die Linke war sie Fraktionsvorsitzende im Stadtrat von Ottweiler und auch Vorsitzende des Ortsverbands der Partei Die Linke. Von 2005 bis 2009 war sie Büroleiterin des Bundestagsabgeordneten Volker Schneider.  Bei der Landtagswahl am 25. März 2012 errang sie ein Mandat im Wahlkreis Neunkirchen. Am 12. April 2012 erklärte sie ihren Austritt aus der Partei Die Linke und ihren Eintritt in die SPD, was sie mit persönlichen Motiven begründete. Von Seiten ihrer ehemaligen Parteikollegen von der Linken wurde ihr Wahlbetrug vorgeworfen. Eine Strafanzeige und eine Wahlbeschwerde vor dem Verfassungsgerichtshof des Saarlandes scheiterten; Döring behielt ihr Mandat. Bei der Landtagswahl 2017 wurde sie erneut in den Landtag gewählt. Bei der Landtagswahl 2022 trat sie nicht mehr an.
Als Schwerpunkte ihrer Tätigkeit bezeichnete sie selbst den „Einsatz für die sozial Schwachen dieser Gesellschaft, allen voran: Kinder, Senioren und Alleinerziehende.“ Döring sitzt in den Ausschüssen für Eingaben, für Datenschutz, für 'Soziales, Gesundheit, Frauen und Familie' sowie 'Umwelt und Verbraucherschutz'. Arbeitskreisvorsitzende ist sie in den AK Datenschutz und Informationsfreiheit und Eingaben.

## Beruflicher Werdegang
Die gelernte Friseurin arbeitete von 1988 bis 1998 als Büroangestellte, anschließend als Tierarzthelferin und danach als kaufmännische Sachbearbeiterin. Im April 2012 begann sie eine Tätigkeit als Leiterin eines Integrationsbetriebes.